# أنطونيو سانشيز (لاعب كرة قدم مكسيكي)
أنطونيو سانشيز (بالإسبانية: Antonio Sánchez)‏ (مواليد 22 يناير 2000) هو لاعب كرة قدم مكسيكي، يلعب كحارس مرمى لنادي أطلس.